# Bill Blackbeard
William Elsworth Blackbeard (né à Lawrence dans l'Indiana le 28 avril 1926 et mort à Watsonville en Californie le 10 mars 2011), plus connu sous le nom de Bill Blackbeard, est un spécialiste de bande dessinée américain qui a publié ou participé à plus de deux cents ouvrages consacrés à cet art. Il a notamment dirigé les rééditions de Krazy Kat chez Eclipse Comics (1988-1992) puis Fantagraphics (2002-2011).
Il a commencé dans les années 1960 à collectionner des comic strips et dessins humoristiques publiés dans les journaux américains. Cette collection comptait en 1997, date de sa vente à l'Ohio, plus de 2,5 millions de coupures allant de 1894 à 1996.

## Prix et récompenses
- 1990 : Prix Harvey de la meilleure réédition US pour son travail sur Complete Little Nemo in Slumberland
- 1994 : Prix Harvey de la meilleure réédition US pour son travail sur Complete Little Nemo In Slumberland, t. 4
- 1996 :  Prix Max et Moritz de la meilleure publication de littérature secondaire pour 100 Years of Comic Strips
- 2003 : Prix Eisner[1]. du meilleur recueil/projet patrimonial pour Krazy & Ignatz
- 2003 : Prix Harvey du meilleur projet de réédition US pour son travail sur Krazy & Ignatz, t. 4-5
- 2004 : Prix Eisner du meilleur recueil/projet patrimonial pour Krazy & Ignatz 1929-1930
- 2004 : Prix Harvey du meilleur projet de réédition US pour son travail sur Krazy & Ignatz, t. 6
- 2012 : Temple de la renommée Will Eisner (à titre posthume)